# Braxton Berrios
Braxton Berrios (Raleigh, Carolina del Norte, 6 de octubre de 1995) es un jugador profesional estadounidense de fútbol americano que se desempeña en la posición de wide receiver en Houston Texans, equipo de la National Football League (NFL).

## Carrera
Fue seleccionado en la sexta ronda en la Reunión Anual de Selección de Jugadores de la NFL de 2018. En 2019, hizo su debut profesional con el equipo New York Jets, en el cual jugó cuatro temporadas (2019-2023), posteriormente pasó a Miami Dolphins, donde lleva jugando una temporada.